# Cabanas (Vicedo)
Cabanas (llamada oficialmente Santa María de Cabanas) es una parroquia española del municipio de Vicedo, en la provincia de Lugo, Galicia.

## Organización territorial
La parroquia está formada por treinta y una entidades de población, constando treinta de ellas en el nomenclátor del Instituto Nacional de Estadística español:

### Entidades de población
Entidades de población que forman parte de la parroquia:
- Amoa (A Amoá)
- Barcos (Os Barcós)
- Bouzas (As Bouzas)
- Bouzoso (Bouzós)
- Capariña (A Capariña)
- Carballal (O Carballal)
- Caroceiro (O Caroceiro)
- Chavín
- Enxertado (O Enxertado)
- Escola (A Escola)
- Ferreiros (Os Ferreiros)
- Freixeiro
- Iglesia (A Igrexa)
- Laguela (A Lagoela) (A Lagüela)
- Manxofrío
- Penido (O Penido)
- Reis
- Sanga
- Sixto (O Sisto)
- Suaiglesia (Suaigrexa)
- Tras da Veiga (Trala Veiga)

### Despoblados
Despoblados que forman parte de la parroquia:
- Campo (O Campo)
- Escanavada (A Escanavada)
- Esquizo (O Esquizo)
- Liñares
- Pallarega
- Pena (A Pena)
- Planta (A Planta)
- Rego (O Rego)
- Segade
- Troia

## Demografía
| Gráfica de evolución demográfica de Cabanas entre 2000 y 2022 |
|                                                               |
| Datos según el nomenclátor publicado por el INE.              |